# 何挺穎
何挺穎（か ていえい、中国語: 何挺颖、1905年5月-1929年1月25日）は、プロレタリア革命家、中国共産党員。

## 生涯
1905年に漢中市の南鄭区で生まれる。1925年5月に五・三〇事件に参加し、同年6月に中国共産党に加盟。
1927年秋に秋収蜂起に参加。1929年1月24日、戦闘中に重症を負い翌日死亡した。